# Soběsukský akát
Soběsukský akát je památný strom trnovník akát (Robinia pseudoacacia) v Soběsukách, části obce Chbany v okrese Chomutov v Ústeckém kraji.
Roste v Mostecké pánvi v nadmořské výšce 265 m proti bývalém zámku jihozápadně od kostela svatého Martina.

## Základní údaje
Obvod kmene měří 331 cm, koruna stromu dosahuje do výšky 14 metrů (měření 2009). V roce 2009 bylo stáří stromu odhadováno na 200 let.
Dub je chráněn od roku 1997 jako dendrologicky cenný taxon a strom významný vzrůstem.

## Stromy v okolí
- Svatojosefský dub v Soběsukách
- Vikletická lípa
- Dub svaté Anny
- Skupina vamperských dubů
- Horní hradecký dub
- Dolní hradecký dub